# Money in the Bank (2013)
Cet article concerne l'édition 2013 du pay-per-view Money in the Bank. Pour toutes les autres éditions, voir Money in the Bank.
L’édition 2013 de Money in the Bank est une manifestation de catch professionnel télédiffusée et visible uniquement en paiement à la séance   ainsi que gratuitement sur la chaîne de télévision AB1. L'événement, produit par la WWE, s'est déroulé le 14 juillet 2013 au Wells Fargo Center à Philadelphie (Pennsylvanie). Le show est le sixième pay-per-view de la WWE en 2013. Il s'agit de la quatrième édition du Money in the Bank, pay-per-view annuel qui, comme son nom l'indique, propose deux Money in the Bank Ladder matchs en tête d'affiche,,.

## Contexte
Les spectacles de la WWE en paiement à la séance sont constitués de matchs aux résultats prédéterminés par les scénaristes de la WWE. Ces rencontres sont justifiées par des storylines — une rivalité avec un catcheur, la plupart du temps — ou par des qualifications survenues dans les émissions de la WWE telles que Raw, SmackDown, Superstars et Main Event. Tous les catcheurs possèdent une gimmick, c'est-à-dire qu'ils incarnent un personnage gentil ou méchant, qui évolue au fil des rencontres. Un pay-per-view comme Money in the Bank est donc un événement tournant pour les différentes storylines en cours.

### Money in The Bank Ladder Match pour le WWE Championship
Lors du Raw du 24 juin, Stephanie McMahon annonce les participants du Money in the Bank Ladder Match pour le titre de la WWE. Il s'agit de Kane, Sheamus, Randy Orton, Christian, CM Punk et Daniel Bryan. Ce match marque le retour de Rob Van Dam. Kane ne participera pas au match à cause d'une attaque causée par "The Wyatt family".

### Money in The Bank Ladder Match pour le World Heavyweight Championship
Lors du SmackDown du 28 juin, Theodore Long annonce à Vince McMahon, les participants du Money in the Bank Ladder Match pour le titre de Champion du monde poids-lourd. Il s'agit de Antonio Cesaro, Jack Swagger, Dean Ambrose, Damien Sandow, Fandango, Cody Rhodes et Wade Barrett.

### Rivalité entre John Cena et Mark Henry pour le WWE Championship
Lors d'Extreme Rules 2013, Mark Henry se blesse lors de son match contre Sheamus et n'apparait plus depuis. Cependant lors du Raw du 10 juin, la WWE annonce son retour la semaine suivante. Sur Twitter, il lance des messages qui laissent entendre qui prendrait peut-être sa retraite. Lors du Raw du 17 juin, on voit serrer les mains de quelques catcheurs avant d'interrompre la promo de John Cena par rapport à sa victoire sur Ryback à Payback. Mark Henry monte sur le ring et annonce sa retraite, parle de ce qu'il va faire, et remercie les fans au point d'en pleurer. John Cena voulant le reconforter en le prenant dans ses bras, se prend un World Strongest Slam. Plus tard, il est interviewé et annonce que toute cette mise en scène sur sa retraite est fausse, son but est d'être le Champion de la WWE. Peu après, Vickie Guerrero annonce qu'à Money in the Bank, John Cena affrontera Mark Henry pour le WWE Championship.

### Rivalité entre Alberto Del Rio et Dolph Ziggler pour le World Heavyweight Championship
Lors de Payback, Alberto Del Rio a battu Dolph Ziggler pour gagner le World Heavyweight Championship. Cependant, la façon de gagner d'Alberto Del Rio n'était pas fair-play. puisqu'il ciblais la tête de Dolph Ziggler alors qu'il venait de se remettre d'une commotion cérébrale. La semaine suivante, Dolph Ziggler attaque deux fois Alberto Del Rio : une fois à Raw après son match contre CM Punk, et une fois à SmackDown pendant son match contre Chris Jericho. Mais cette dernière attaque a tourné en faveur de Del Rio (après un CodeBreaker de Chris Jericho sur Ziggler qui n'avait pas aimé qu'il intervienne). Lors du Raw du 24 juin, la WWE annonce qu'Alberto Del Rio affrontera Dolph Ziggler a Money in the Bank pour le World Heavyweight Championship.

### Rivalité entre Curtis Axel et The Miz pour le Intercontinental Championship
Originellement, à Payback, l'ancien Champion Intercontinental Wade Barrett devait défendre son titre contre The Miz et Fandango. Cependant, en raison d'une commotion cérébrale, Fandango ne peut plus participer au match. Curtis Axel, qui fait le buzz à la WWE, est désigné pour remplacer Fandango. A Payback, Curtis Alex bat Wade Barrett et The Miz et remporte le Championnat Intercontinental. La rivalité se poursuit entre Curtis Alex et The Miz, et Miz obtient un match pour le titre Intercontinental à Money in the Bank.

### Rivalité entre The Shield (Seth Rollins et Roman Reigns) et The Usos pour le WWE Tag Team Championship
A Raw du 24 juin, les Usos gagnent contre les Tons of Funks et 3MB dans un Triple Threat Match pour être Challengeurs #1 pour les titres par équipe de la WWE détenu par Seth Rollins et Roman Reigns du groupe The Shield. Au Pré-Show de Money in the Bank, Rollins et Reigns affronteront The Usos pour les Tag Team Championship.

### Rivalité entre Ryback et Chris Jericho
Ryback revient à Raw le 24 juin et réclame une revanche contre John Cena à Money in the Bank pour le titre de la WWE après sa défaite contre Cena à Payback. Ensuite, Chris Jericho arrive et dit qu'il est déçu de ne pas être dans le Money in the Bank Ladder Match de Raw et provoque Ryback. Vikie Guerrero annonce que Ryback et Chris Jericho s'affronteront à Money in the Bank.

### Rivalité entre AJ Lee et Kaitlyn pour le Divas Championship
Bien que l'amitié entre AJ Lee et Kaitlyn ait prit fin il y a plus d'un an. Ce n'est qu'il y a encore quelques mois que la tension entre les deux Divas est palpable. AJ avait remporté une Bataille Royale pour devenir l'aspirante numéro 1 au titre des Divas lors du Raw du 22 avril. Kaitlyn reçoit plus tard des avances d'un admirateur secret, dont l'indentité est révélée le 10 juin à Raw. Il s'agit de nul autre que Big E Langston, l'associé d'AJ. Ce n'était finalement qu'une attaque préparée par AJ pour déconcentrer son ancienne meilleure amie et la sortir de ses gonds. A Payback, AJ Lee défait Kaitlyn et gagne le Championnat des Divas. Kaitlyn recevra son match revanche pour le titre à Money in the Bank.

## Tableau des matchs
| #                                                                 | Matchs                                                                                             | Stipulations                                                                      | Durée |
| ----------------------------------------------------------------- | -------------------------------------------------------------------------------------------------- | --------------------------------------------------------------------------------- | ----- |
| Pré-show                                                          | The Shield (Seth Rollins et Roman Reigns) (c) battent The Usos                                     | Tag team match pour le WWE Tag Team Championship                                  | 14:46 |
| 1                                                                 | Damien Sandow bat Cody Rhodes, Fandango, Jack Swagger, Antonio Cesaro, Wade Barrett & Dean Ambrose | Money in the Bank Ladder match pour la mallette du World Heavyweight Championship | 16:24 |
| 2                                                                 | Curtis Axel (c) bat The Miz                                                                        | Match simple pour le WWE Intercontinental Championship                            | 9:19  |
| 3                                                                 | AJ Lee (avec Big E Langston) (c) bat Kaitlyn (avec Layla)                                          | Match simple pour le WWE Divas Championship                                       | 7:01  |
| 4                                                                 | Ryback bat Chris Jericho                                                                           | Match simple                                                                      | 11:19 |
| 5                                                                 | Alberto Del Rio (c) bat Dolph Ziggler par disqualification                                         | Match simple pour le World Heavyweight Championship                               | 14:29 |
| 6                                                                 | John Cena (c) bat Mark Henry                                                                       | Match simple pour le WWE Championship                                             | 14:42 |
| 7                                                                 | Randy Orton bat Daniel Bryan, Rob Van Dam, CM Punk, Christian & Sheamus                            | Money in the Bank "All-Stars" Ladder match pour la mallette du WWE Championship   | 26:38 |
| (c) désigne le(s) champion(s) défendant leur titre dans le match. | |                                                                                   |       |